# Lyömiäinen
Lyömiäinen eller Lyömäisjärvi är en sjö i Finland. Den ligger i kommunen Heinola i landskapet Päijänne-Tavastland, i den södra delen av landet, 140 km nordost om huvudstaden Helsingfors. Lyömiäinen ligger 96,3 meter över havet. I omgivningarna runt Lyömiäinen växer i huvudsak blandskog. Arean är 1,09 kvadratkilometer och strandlinjen är 6,45 kilometer lång. Sjön  ingår i Kymmene älvs huvudavrinningsområde. 